# Dominik Stolz
Dominik Stolz (ur. 4 maja 1990 w Neuendettelsau) – niemiecki piłkarz, występujący najczęściej na pozycji ofensywnego pomocnika. Obecnie jest zawodnikiem luksemburskiego klubu F91 Dudelange.

## Kariera klubowa
Stolz w latach 2008–2015 występował w niższych ligach niemieckich. W sezonie 2014/2015 w barwach zespołu SpVgg Oberfranken Bayreuth, zdobył 23 gole w 34 występach zostając królem strzelców rozgrywek bawarskiej Regionalliga.
Przed rozpoczęciem sezonu 2015/2016 Stolz trafił do profesjonalnej 2. Bundesligi, gdzie reprezentował barwy SV Sandhausen. 19 września 2015 roku zadebiutował w przegranym 0-2 spotkaniu przeciwko 1. FC Nürnberg na 2. miejscu Bundesliga. 27 lutego 2016 roku strzelił swojego pierwszego gola w lidze w przegranym 2-3 meczu z VfL Bochum. Po jednym sezonie i zaledwie siedmiu meczach ligowych opuścił Sandhausen i trafił do ligi luksemburskiej. Otrzymał czteroletni kontrakt w klubie F91 Dudelange. W nowym klubie zadebiutował 12 lipca 2016 roku w meczu eliminacji Ligi Mistrzów przeciwko Qarabağ Ağdam przegranym 0-2. W sezonie 2018/2019 był członkiem zespołu, który awansował do fazy grupowej Ligi Europy. Zdołał także zdobyć gola na 1-1 w przegranym ostatecznie 2-5 spotkaniu przeciwko A.C. Milan.

## Tytuły
F91 Dudelange
- Mistrz Luksemburga: 2017, 2018, 2019
- Zdobywca Pucharu Luksemburga: 2017, 2019

Nagrody indywidualne
- Król strzelców Regionalliga Bayern: 2015 (23 bramki)

## Źródła zewnętrzne
- Dominik Stolz w bazie danych FuPa.net
- Dominik Stolz, [w:] baza Transfermarkt (zawodnicy) [dostęp 2020-11-18].